# Allium michoacanum
Allium michoacanum är en amaryllisväxtart som beskrevs av Hamilton Paul Traub. Allium michoacanum ingår i släktet lökar, och familjen amaryllisväxter. Inga underarter finns listade i Catalogue of Life.